# Za wami, chłopcy
Za wami, chłopcy (Follow the Boys) − amerykański film muzyczny z 1944 roku.

## O filmie
Film znany był też pod tytułami Hollywood Parade i Three Cheers for the Boys. Dedykowany był amerykańskim żołnierzom, przebywającym wówczas na froncie II wojny światowej, a także ludności cywilnej. Tego typu filmy kręcone były przez każde studio hollywoodzkie w czasie wojny, a miały one na celu podnieść morale walczących, dostarczyć rozrywki i pokrzepić na duchu. W produkcji wzięły udział niemal wszystkie gwiazdy studia Universal Pictures, w tym George Raft i Vera Zorina. Wielu artystów pojawiło się gościnnie we własnej osobie, np. Marlena Dietrich, Orson Welles czy W. C. Fields.
Obraz otrzymał nominację do Oscara w kategorii Najlepsza Piosenka Filmowa za „I'll Walk Alone” (muz. Jule Styne, sł. Sammy Cahn). Kompozycja przegrała jednak z utworem „Swinging on a Star”, pochodzącym z filmu Idąc moją drogą.

## Obsada
- George Raft jako Tony West
- Vera Zorina jako Gloria Vance
- Charles Grapewin jako Nick West
- Grace McDonald jako Kitty
- Charles Butterworth jako Louie West
- George Macready jako Bruce
- Elizabeth Patterson jako Annie
- Theodore von Eltz jako Barrett
- Regis Toomey jako doktor Henderson
- Ramsay Ames jako Laura

## Oceny
| Źródło       | Ocena |
| ------------ | ----- |
| AllMovie     | [ 3 ] |
| Eye for Film | [ 4 ] |